# Chonopeltis brevis
Chonopeltis brevis is een visluizensoort uit de familie van de Argulidae. De wetenschappelijke naam van de soort is voor het eerst geldig gepubliceerd in 1961 door Fryer.